# Sukajadi Paya Bujuk
Sukajadi Paya Bujuk is een bestuurslaag in het regentschap Aceh Tamiang van de provincie Atjeh, Indonesië. Sukajadi Paya Bujuk telt 625 inwoners (volkstelling 2010).